# Una sera d'ottobre
Una sera d'ottobre è una miniserie televisiva italiana composta da 2 puntate, girata nei pressi di Arezzo e di Firenze.
La fiction, interpretata da Vanessa Hessler e Gabriele Greco, è stata prodotta da Edwige Fenech e diretta da Vittorio Sindoni. È andata in onda in prima serata il 18 e il 19 ottobre 2009 su Rai 1.

## Trama
Giulia (Vanessa Hessler) è una ragazza di 22 anni che studia medicina a Firenze ma è di Arezzo, dove fa ritorno dalla famiglia ogni venerdì sera in treno. In uno di questi viaggi conosce Alessandro (Gabriele Greco) tecnico di sistemi di allarme che è di Roma ma lavora a Firenze per una società di porta-valori. Tra i due scoppia un interesse reciproco che sfocerà in un epilogo imprevisto. Infatti dopo alcune titubanze la ragazza accetta il corteggiamento di Alessandro lasciando prima il fidanzato Lorenzo (Luca Bastianello) con cui stava insieme da 5 anni. Tra i due scoppia la passione ma la mattina dopo la notte passata insieme si presenta la polizia alla porta dell'albergo dove soggiorna Alessandro accusando il ragazzo di rapina e omicidio.
La ragazza viene subito scagionata invece Alessandro rimane in carcere in attesa delle indagini che svolgerà in parte Giulia all'insaputa dei genitori. La ragazza infatti scava nel passato del ragazzo andando addirittura dalla sua famiglia a Roma.

## Ascolti
| n° | Prima TV Italia | Telespettatori | Share  |
| -- | --------------- | -------------- | ------ |
| 1  | 18 ottobre 2009 | 5.600.000      | 23,16% |
| 2  | 19 ottobre 2009 | 7.321.000      | 27.54% |